# HITOMI YAIDA 2001 SUMMER LIVE SOUND of CLOVER
『HITOMI YAIDA 2001 SUMMER LIVE SOUND of CLOVER』（ひとみやいだ 2001 サマーライブ・サウンド・オブ・クローバー）は、2001年11月28日に発売された矢井田瞳のライブ映像集。DVD盤（規格品番：TOBF-5103）とVHS盤（規格品番：TOVF-1379）の2形態で発売された。発売元は東芝EMI。

## 概要
本作は2001年8月に行われたライブ・イベント「矢井田瞳 SUMMER FESTIVAL SOUND of CLOVER」のうち大阪城ホール公演（2001年8月2日）を中心に、2001年8月25日にロンドン・Meanfiddlerで行われたライブを加え、映像化した作品。

## 収録曲

### SUMMER FESTIVAL SOUND of CLOVER
1. オープニング
2. Over The Distance
3. Look Back Again
4. Girl's Talk
5. 贅沢な世界
6. キャンドル
7. ねえ
8. B'coz I Love You（Yaiko & Twisted Beans）
9. Darling Darling（Yaiko & Twisted Beans）
10. もしもの唄
11. I'm so small （Fleming and Johnのカバー）
12. B'coz I Love You
13. my sweet darlin'
14. Life's Like A Love Song

### Live in Meanfiddler, London
- Yaiko & Twisted Beans

1. I Like 2
2. Stay
3. Everything Is In Our Mind

## 参加メンバー
- ボーカルとギター：矢井田瞳
- エレキギター：西川進
- エレキベース：斉藤光隆
- キーボード：村田昭
- ドラム：臼井かつみ

Yaiko & Twisted Beans
- Vocal：YAIKO
- Guitars：Ben Allen
- Bass：Chris Hamby
- Keyboards：Max Greenwood
- Drums：Andy Robertson
- Trumpet：Darren Wiles
- Tromborn：Dave Liddell
- Backing Vocal：Becky

## au presents 矢井田瞳 SUMMER FESTIVAL SOUND of CLOVER
このライブイベントにおいては、2枚目のスタジオ・アルバム「Candlize」までの曲と英国で発売した曲（自身の曲を英国風にアレンジしたもの）を披露したほか、大阪公演はシェイ・シーガーとメイヤ、横浜公演にはイモージェン・ヒープとコスミック・ラフ・ライダースと共演した。さらに、2日の大阪公演には三木道三が飛び入り参加し、矢井田と「Lifetime Respect」を唄った。このライブが行われた時点で「Candlize」は未発売であり「贅沢な世界」と「キャンドル」は新曲として披露されたため歌詞が異なる部分がある。また、本ツアーの開演前・終演後アナウンスは矢井田本人が努めた。協賛はauであった。

### ツアーの日程
| 公演日       | 都道府県 | 会場         |
| ------------ | -------- | ------------ |
| 2001年8月1日 | 大阪府   | 大阪城ホール |
| 2001年8月2日 | 大阪府   | 大阪城ホール |
| 2001年8月7日 | 神奈川県 | 横浜アリーナ |
| 2001年8月8日 | 神奈川県 | 横浜アリーナ |